# 塚越孝のオールナイトニッポン
塚越孝のオールナイトニッポン（つかごしたかしのオールナイトニッポン）はニッポン放送のオールナイトニッポンで放送されていたラジオ番組。

## 概要
ニッポン放送のアナウンサーで後にフジテレビに転籍し、アナウンサーを務めたつかちゃんこと塚越孝がパーソナリティを務めたラジオ番組である。
放送期間は1978年4月6日から1979年3月30日で木曜2部での担当だった。
この番組で同じ時期、つまり、1978年4月から1979年3月に木曜1部のパーソナリティを務めていた南こうせつが、「つかちゃんちゃちゃちゃん」と歌いながらスタジオに乱入していた。その為、後に「塚ちゃん音頭」という楽曲が生まれた。こうせつの野外コンサート『阿蘇サマー・ピクニック』に塚越が出演し、2万人の観客の前で『塚ちゃん音頭』を歌ったことがあった。そして、この「塚ちゃん音頭」が1991年に再び録音されて、「塚ちゃん音頭’91」として復活している。
主なコーナーの中に、塚越の大学の同級生に当時解散したばかりのキャンディーズのメンバーであった伊藤蘭がいたことから、キャンディーズ復活を呼びかけるなどしていたコーナー『同期の桜』があった。本番組の最終回（1979年3月30日）には当時活動休止中だった伊藤が電話出演し、塚越とトークを行った。